# Кропотов, Пётр Андреевич
Пётр Андреевич Кропотов (1736 или 1737 — 1790) — русский писатель.
Родился в семье воеводы Рязанского уезда, дворянин.
В 1750 году поступил в Сухопутный шляхетский корпус. По окончании его в июле 1756 года направлен прапорщиком в Копорский пехотный полк. Через несколько месяцев переведен Сенатом межевщиком в Московский уезд. Экзекутор Московской межевой канцелярии в 1757—1759 годах. Вышел в отставку в чине поручика в 1761 году.
В январе 1764 года поступил на гражданскую службу.
С декабря 1775 года по январь 1778 года — помощник инспектора в Каменном приказе.
По собственному прошению с января 1778 года назначен на должность судьи для свободных крестьян в Туле, с декабря 1778 года — на той же должности в Рязани. Председатель суда Рязанской верхней расправы с 1782 года.
В октябре 1780 года получил чин титулярного советника, в 1782 году — коллежского асессора.
Уволен по болезни в феврале 1785 года. Жил в селе Дягилеве Рязанского уезда.
Владел поместьями в Рязанском, Зарайском и Каширском уездах.
Получил известность как автор комедии, написанной в 1785 году: «Фомушка, бабушкин внучек» (напечатана в «Российском театре», издана отдельной книгой (СПб., 1790).
Комедия, написанная Кропотовым на основании служебных впечатлений, резко критикует организацию суда екатерининской эпохи. Это сближает её с пьесой Ивана Яковлевича Соколова «Судейские именины» (опубликована в 1781 году).
С другой стороны, тема правильного воспитания сближает её с «Недорослем». Фомушке Слюняеву (аналог Митрофанушки Простакова) противопоставлен умный и деятельный лейтенант Остромыслов. Пьеса исторически ценна живыми чертами быта провинциального дворянства 1770—1780-х годов.
Пьеса соединяет в себе черты «слёзной драмы» и русской бытовой комедии.